# Carlos Felipe Vasa
Carlos Felipe Vasa (también llamado Carlos Felipe de Suecia) (Reval, 22 de abril de 1601 - Narva, 1622). Príncipe de Suecia, duque de Södermanland, Närke y Värmland. Era el hijo menor de Carlos IX de Suecia y de Cristina de Holstein-Gottorp, y hermano del rey Gustavo II Adolfo. Fue también candidato a zar de Rusia entre 1611 y 1613. 
Carlos Felipe nació en Reval (actual Tallin, Estonia), lugar donde se encontraban sus padres. Tras la muerte de Carlos IX, la ciudad de Nóvgorod, bajo protección sueca durante el Período Tumultuoso en Rusia, lanzó a Carlos Felipe como su candidato, y una embajada llegó a Estocolmo en 1611 con esa invitación. Su madre se opuso por considerar al príncipe demasiado joven. La candidatura ganadora sería finalmente la de Miguel Romanov.
El ducado de Södermanland, centrado en la ciudad de Nyköping, fue heredado de su padre en 1611, pero su madre lo administraría debido a su minoría de edad. 
Participó personalmente en la campaña en el Mar Báltico iniciada por Gustavo II Adolfo en 1621. Carlos Felipe pondría sitio a Riga en el verano de ese año, y la ciudad capitularía en septiembre. Poco después de la toma de Riga, el príncipe enfermó, y fue trasladado a Narva para ser atendido. Su salud empeoró y fallecería en esa ciudad el 25 de enero de 1622.
Se casó en secreto en 1620 con Isabel Ribbing (1596-1662), doncella de cámara de la reina Cristina de Holstein-Gottorp. De esa unión tendría una hija póstuma, Isabel Carlsdotter (1622-1682).
La ciudad de Filipstad, en la provincia de Värmland, fue nombrada en su honor.

## Biografía
La educación del Príncipe, en la cual la enseñanza 
fue dirigida por J. Skytte, fue simple y 
seria; 'Siendo el príncipe mismo 
por naturaleza pocas palabras; pero de pensamiento profundo, 
temeroso de Dios, honesto, valiente y audaz, orgulloso de 
la mente y la apariencia ". La 
historia es ampliamente conocida, cómo Jakob de la Gardie, 
con la ayuda de los cañones suecos, penetró 
La elección de Carl Philip, de diez años, para el zar de Rusia, 
pero también cómo las consecuencias de la elección a través de la 
consideración de la corte sueca se quedaron sin nada. 
Cuando Gustaf Adolf partió para la guerra polaca en 1621, 
siguió al joven duque, lleno de esperanza 
y el deseo de sobresalir en los deportes masculinos. 
Durante el asedio de Riga, a menudo se lo veía 
al lado del rey agarrando la pala y, con 
su ejemplo, quemando el coraje del guerrero y acelerando el 
trabajo. El propio rey había elaborado el plan 
para el ataque a la cabeza. Pero antes de que llegara la 
hora de la tormenta , Carl Filip logró persuadir al rey 
para que ofreciera la ciudad por última vez. 
La licitación fue aceptada y unos días después llegó 
Gustaf Adolf como el ganador. En Narva 
, Carl Filip se enfermó y tuvo que parar. El rey 
quería quedarse para cancelar su recuperación, 
pero el duque, que sabía qué 
asuntos importantes le esperaban al rey en Suecia, 
lo persuadió para que se fuera, con la seguridad de que su irregularidad era insignificante 
. Gustaf Adolf 
finalmente logró escapar, y ocho días después el 
duque murió el 25 de enero. 1622. 
Al igual que su hermano mayor, al principio de 
su juventud había unido su corazón a una 
doncella noble sueca , la señorita Elisabet Ribbing , hija del 
tesorero nacional Seved Ribbing, y con ella en 
1620 contrajo matrimonio secreto. Elisabet 
Después de la muerte del duque dio a luz a una hija, 
llamada Elisabet Gyllenhielm y criada 
con su abuela, la viuda reina Kristina. 
La hija de Carl Philip se casó más tarde con Axel Turesson 
Night and Day y después de su muerte con 
Baltasar Marschalk. La moderna Elizabeth Ribbing se 
casó después de la muerte de Duke con Knut Lilliehöök.